# Fernando Muñoz
Fernando Muñoz García, pseud. Nando (ur. 30 października 1967 w Sewilli) – hiszpański piłkarz grający na pozycji prawego lub środkowego obrońcy. W swojej karierze 8 razy wystąpił w reprezentacji Hiszpanii.

## Kariera klubowa
Karierę piłkarską Nando rozpoczął w klubie Sevilla CF. W 1986 roku stał się członkiem pierwszego zespołu, a 21 lutego tamtego roku zadebiutował w Primera División w wygranym 1:0 wyjazdowym spotkaniu z Athletic Bilbao. W Sewilli grał przez 4 sezony, ale tylko w ostatnim, 1989/1990, był podstawowym zawodnikiem tego zespołu.
Latem 1990 Nando przeszedł z Sevilli do FC Barcelona, prowadzonej przez Johana Cruyffa. W Barcelonie swój debiut zanotował 31 sierpnia 1990 w meczu z Espanyolem Barcelona (1:0). W pierwszym sezonie spędzonym na Camp Nou, 1990/1991 został mistrzem kraju oraz zdobył Superpuchar Hiszpanii. Natomiast w sezonie 1991/1992 ponownie wywalczył mistrzostwo Hiszpanii oraz zdobył Puchar Mistrzów, pierwszy w historii klubu. Z Barceloną sięgnął też po Superpuchar Europy.
W 1992 roku Nando odszedł z Barcelony do Realu Madryt, w którym zadebiutował 4 września 1992 w meczu ze swoim poprzednim klubem (1:2). W 1993 roku zdobył z Realem Puchar Króla, a także Superpuchar Hiszpanii, a w 1995 roku wywalczył mistrzostwo kraju.
Na początku 1996 roku Nando przeszedł z Realu do Espanyolu Barcelona. W nim po raz pierwszy wystąpił 13 stycznia 1996 w przegranym 1:2 meczu z Compostelą. W Espanyolu występował przez 6,5 roku, a największym jego sukcesem w tym okresie było wywalczenie Pucharu Króla w 2000 roku. W sezonie 2001/2002 grał w Elche CF, w którym zakończył karierę.
| Sezon   | Klub         | Kraj      | Rozgrywki        | Mecze | Bramki |
| ------- | ------------ | --------- | ---------------- | ----- | ------ |
| 1986/87 | Sevilla CF   | Hiszpania | Primera División | 6     | 0      |
| 1987/88 | Sevilla CF   | Hiszpania | Primera División | 10    | 0      |
| 1988/89 | Sevilla CF   | Hiszpania | Primera División | 17    | 0      |
| 1989/90 | Sevilla CF   | Hiszpania | Primera División | 37    | 0      |
| 1990/91 | FC Barcelona | Hiszpania | Primera División | 34    | 0      |
| 1991/92 | FC Barcelona | Hiszpania | Primera División | 30    | 0      |
| 1992/93 | Real Madryt  | Hiszpania | Primera División | 32    | 0      |
| 1993/94 | Real Madryt  | Hiszpania | Primera División | 14    | 0      |
| 1994/95 | Real Madryt  | Hiszpania | Primera División | 1     | 0      |
| 1995/96 | Real Madryt  | Hiszpania | Primera División | 2     | 0      |
| 1995/96 | RCD Espanyol | Hiszpania | Primera División | 10    | 0      |
| 1996/97 | RCD Espanyol | Hiszpania | Primera División | 22    | 0      |
| 1997/98 | RCD Espanyol | Hiszpania | Primera División | 25    | 0      |
| 1998/99 | RCD Espanyol | Hiszpania | Primera División | 34    | 1      |
| 1999/00 | RCD Espanyol | Hiszpania | Primera División | 22    | 1      |
| 2000/01 | RCD Espanyol | Hiszpania | Primera División | 10    | 0      |
| 2001/02 | Elche CF     | Hiszpania | Segunda División | ?     | ?      |

## Kariera reprezentacyjna
W reprezentacji Hiszpanii Nando zadebiutował 12 września 1990 w wygranym 3:0 towarzyskim spotkaniu z Brazylią. Występował między innymi w eliminacjach do Euro 1992, a także rozegrał 1 mecz w eliminacjach do MŚ 1994. Od 1990 do 1992 roku wystąpił w kadrze narodowej 8 razy.
| Mecze i gole w reprezentacji | Mecze i gole w reprezentacji | Mecze i gole w reprezentacji    | Mecze i gole w reprezentacji | Mecze i gole w reprezentacji | Mecze i gole w reprezentacji | Mecze i gole w reprezentacji |
| #                            | Data                         | Stadion                         | Rywal                        | Wynik                        | Gol                          | Rozgrywki                    |
| 1990                         | 1990                         | 1990                            | 1990                         | 1990                         | 1990                         | 1990                         |
| ---------------------------- | ---------------------------- | ------------------------------- | ---------------------------- | ---------------------------- | ---------------------------- | ---------------------------- |
| 1.                           | 12.09.1990                   | Gijón, Hiszpania                | Brazylia                     | 3:0                          | 0                            | towarzyski                   |
| 2.                           | 10.10.1990                   | Sewilla, Hiszpania              | Islandia                     | 2:1                          | 0                            | el. Euro 1992                |
| 3.                           | 14.11.1990                   | Praga, Czechosłowacja           | Czechosłowacja               | 2:3                          | 0                            | el. Euro 1992                |
| 1991                         |                              |                                 |                              |                              |                              |                              |
| 4.                           | 16.01.1991                   | Castelló de la Plana, Hiszpania | Portugalia                   | 1:1                          | 0                            | towarzyski                   |
| 5.                           | 20.02.1991                   | Paryż, Francja                  | Francja                      | 1:3                          | 0                            | el. Euro 1992                |
| 6.                           | 27.03.1991                   | Santander, Hiszpania            | Węgry                        | 2:4                          | 0                            | towarzyski                   |
| 7.                           | 17.04.1991                   | Cáceres, Hiszpania              | Rumunia                      | 0:2                          | 0                            | towarzyski                   |
| 1992                         |                              |                                 |                              |                              |                              |                              |
| 8.                           | 22.04.1992                   | Sewilla, Hiszpania              | Albania                      | 3:0                          | 0                            | el. MŚ 1994                  |

## Sukcesy
- Mistrzostwo Hiszpanii (3)

FC Barcelona: 1990/1991, 1991/1992, Real Madryt: 1994/1995
- Liga Mistrzów (1)

FC Barcelona: 1991/1992
- Superpuchar Europy (1)

FC Barcelona: 1992
- Puchar Króla (2)

Real Madryt: 1993, Espanyol: 2000
- Superpuchar Hiszpanii (3)

FC Barcelona: 1991, 1992, Real Madryt: 1993